# Didier Viodé
Didier Viodé, né le 24 mai 1979 à Abidjan en Côte d'Ivoire et originaire du Bénin, est un artiste visuel pluridisciplinaire et auteur de BD, qui vit et travaille en France.

## Biographie

### Enfance et études
Il passe la majorité de son enfance au Bénin, son pays d'origine, où il obtient son baccalauréat à Cotonou. Il se rend à Abidjan en Côte d'Ivoire pour y suivre les études à l’institut national supérieur de l’art d’Abidjan (INSAAC), puis complète sa formation à l’Institut supérieur des beaux-arts de Besançon Franche-Comté en France pendant la période de la crise politico-militaire en Côte d'Ivoire. Il en sort diplômé (DNSEP) en 2007.

### Carrière
En 2009, il réalise une vidéo intitulée Témoin, réalisée avec son écran de télévision où il filme directement l’investiture de Barack Obama et dont l’objectif est de remettre en question la place de l’homme noir dans la société américaine et européenne.
En 2016, à travers sa série Les Migrants, encre sur papier, il met en scène des migrants qui bravent les éléments naturels, la mort, l’indifférence, le mépris et fuient la guerre à Alep en Syrie, en Irak, en Afrique ou ailleurs.

## Expositions

### Expositions collectives
- 2001 : Sid ‘Arts’, Cotonou, Bénin
- 2003
  - Cité Dahomey, Troyes, France
  - Armateurs d’Âmes, Volonne, France
  - Jeunesse, culture et solidarité internationales, médiathèque Gardanne, France
- 2006 : Comics, musée de Harlem, USA
- 2007 : Marcheurs, ERBA, Besançon, France
- 2009 : Exposition sonore sur la diversité, Besançon, France
- 2012 : Les anciens de… ISBA, Besançon, France
- 2013-2014 : Albums bande dessinée sur l’immigration, Musée de l’histoire de l’Immigration, Paris
- 2015 : Waka Africa, Université Paris 13, France
- 2016
  - Chantier Moncey, Besançon, France
  - AKAA (foire d’art contemporain africain et de design), à Paris
- 2017
  - Paris-Cotonou-Paris, septième étape, galerie Vallois, à Paris. C'est une exposition en images pour révéler au public les richesses artistiques et culturelles du Bénin [5]
  - STOP MA PA TA : Ma matière première n’est pas ta matière, Nice, dans le sud de la France, à la Villa Arson[6],[7]
- 2018 : Empreintes, La Rochelle

### Expositions personnelles
- 2001 : Mjc Saint-Auban, France
- 2002 : L'Hospitalet de Llobregat, France
- 2003
  - Reg’Arts, Espace Bontemps, Gardanne, France
  - Bandes dessinées, Gardanne, France
- 2004
  - Bandes dessinées, Aqua, Besançon, France
  - Théâtre la Madeleine de Troyes, France
- 2008 : Etrangers sans rendez-vous, Besançon, France
- 2009 : Voyage vers l’illusion, Vesoul, France
- 2010
  - Les Marcheurs, Cajarc, France
  - Paroles de Femmes, Institut français de Cotonou, Bénin
  - Paroles de Femmes, Théâtre de l’Espace Besançon, France
- 2012 : L’Odyssée Humaine, Coutances, France
- 2013 Les Marcheurs, Arc-lès-Gray, France
- 2015 : Entre deux mondes, Bains Douches, Besançon, France
- 2018 : Les Marcheurs, Harn Museum, Gainesville, Floride, USA
- 2019 : Là ou l'âme se plait, 23  janvier au 29 septembre 2019, Château de Tanlay, Bourgogne, France[8].
- 2020 : L'Autre, 23 janvier au 22 février 2020, Septième gallery, paris, france[9].
- 2021 : Gbèto, 10 décemnbre 2020 au 13 février 2021, Foreign agent, Lausanne[10].
- 2022 : Regarder le monde, 15 janvier au 03 mars 2022, Septième gallery, paris, france[11].

### Commandes publiques
En 2018 il réalise pour la ville de Besançon quelques vidéos expérimentales en utilisant la technique du timelapse et de l'hyperlapse : Battant en 1 minute, Planoise en 1 minute, Saint-Ferjeux en 1 minute. Il fait le même exercice à Saint-Vit et à Avanne. 

## Publications
- 2011
  - Étranger sans rendez-vous (scénario, dessin et couleurs), éd. Bidon Rouillé  (ISBN 978-2-9540758-0-8)
  - Vive la corruption (scénario, dessin et couleurs), éd. L'Harmattan, coll. L'Harmattan BD,  (ISBN 978-2-296-13693-9)
- 2018 : « Les Migrants » (article dans Africultures, 2018/1, no 106, [lire en ligne])
- 2019 : Yao : visa refusé (scénario et dessin), éd. L'Harmattan, coll. L'Harmattan BD,  (ISBN 978-2-343-17339-9)[13]

## Distinction

### Récompense
- 2006 : lauréat du prix Prix Africa & Mediterraneo avec le projet bd Visa rejeté en Italie.